# Yoshinaga Fujita
Yoshinaga Fujita (japanisch 藤田 宜永 Fujita Yoshinaga, * 12. April 1950 in Fukui, Präfektur Fukui; † 30. Januar 2020 in Saku, Präfektur Nagano) war ein japanischer Schriftsteller und Drehbuchautor. Er war bekannt für seine Werke in den Genres Kriminalroman, Abenteuerroman und Liebesroman.

## Leben
Nach dem Abschluss der örtlichen Mittelschule wechselte er 1966 auf die Oberschule der Waseda-Universität in Tōkyō. Während er in einem möblierten Zimmer wohnte, streifte er Nacht für Nacht durch die Vergnügungsviertel und lebte eine chaotische Jugend. Diese Lebensphase wird in dem autobiografischen Roman Aisazu ni wa irarenai (愛さずにはいられない, Ohne Liebe kann man nicht sein) offen und ungeschönt beschrieben. Nach dem Abbruch seines Studiums an der Waseda-Universität ging Yoshinaga Fujita 1973 nach Frankreich und lebte in Paris. Dort führte er ein Leben ohne feste Anstellung, bis ihm allmählich das Geld ausging und er schließlich bei einer Fluggesellschaft arbeitete. Nach sieben Jahren Aufenthalt kehrte er 1980 nach Japan zurück. Episoden aus seiner Zeit in Paris sind teilweise in dem Werk Onna (女,Femme) verarbeitet.
Nach seiner Rückkehr war er als Französischlehrer tätig und begann – vermittelt durch den in Paris kennengelernten Schriftsteller Kiyoshi Kasai – mit der Übersetzung von Kriminalliteratur. Zudem veröffentlichte er Essays in Zeitschriften. 1985 erschien sein erstes Buch Rabu songu no kigōgaku (ラブソングの記号学, Die Semiotik des Love Songs). Im folgenden Jahr erschien der Hardboiled-Roman Yabō no rabirinsu (Das Labyrinth der Ambitionen) über einen japanischen Privatdetektiv in Paris. Zunächst konzentrierte er sich auf Kriminal- und Spionageromane, oft mit einem internationalen Schauplatz. Seine frühen Werke sind stark vom französischen Kriminalroman beeinflusst, was auf seine Zeit in Paris zurückgeht.
In den 1990er Jahren wandte er sich verstärkt dem Topos Liebe zu. Sein Stil vereinte psychologische Tiefe mit einem klaren, erzählerischen Aufbau. Große Beachtung fand der Roman Ai no ryōbun (愛の領分, Territorium der Liebe), für den er 2001 mit dem renommierten Naoki-Preis ausgezeichnet wurde. Fujita verarbeitete in seinem Werk häufig autobiografische Elemente, insbesondere das schwierige Verhältnis zu seiner Mutter, das er in seinem Roman Aisazu ni wa irarenai (愛さずにはいられない, Ohne Liebe kann man nicht sein) literarisch thematisierte. Der Roman gilt als sein persönlichstes Werk und behandelt den Konflikt eines jungen Mannes, der sich zugleich zu Frauen hingezogen fühlt und sie hasst – eine Ambivalenz, die auf seine Kindheit zurückgeführt wird. Natsuo Kirino beschrieb ihn in einem Nachruf als Schriftsteller, der „Anti-Liebe“ zum zentralen Thema seines Schaffens gemacht habe.
Weitere bekannte Werke sind Yabō no rabirinsu (野望のラビリンス, Labyrinth der Ambitionen) und Koi (恋, Liebe), die sowohl Elemente klassischer Liebesgeschichten als auch Thriller-Motive aufgreifen. In seinem Spätwerk entwickelte Fujita eine nuanciertere Erzählweise und beschäftigte sich zunehmend mit zwischenmenschlichen Abgründen, insbesondere in Beziehungskonflikten.
Mehrere seiner Werke wurden verfilmt, darunter Tenten (転々, Adrift in Tokyo), das 2007 unter der Regie von Satoshi Miki ins Kino kam.
Von 1984 bis zu seinem Tod durch Lungenkrebs im Jahr 2020 war er mit der Schriftstellerin Mariko Koike verheiratet.

## Werke (Auswahl)

### Romane
- Rabu songu no kigōgaku (ラブ・ソングの記号学, Die Semiotik des Love Songs), 1985
- Yabō no rabirinsu (野望のラビリンス, Labyrinth der Ambitionen), 1986
- Kōtetsu no kishi (鋼鉄の騎士, Der Ritter aus Stahl), 1994
- Kyūai (求愛, Werben um Liebe), 1998
- Ai no ryōbun (愛の領分, Territorium der Liebe), 2001
- Warau kaeru (笑う蛙, Der lachende Frosch), 2002
- Onna (女,Femme), 2003
- Aisazu ni wa irarenai (愛さずにはいられない, Ohne Liebe kann man nicht sein), 2003
- Tenten (転々, Adrift in Tokyo), 2007
- Ōyuki monogatari (大雪物語, Erzählung vom großen Schnee), 2019

### Drehbücher
- Tenten (転々, Adrift in Tokyo), 2007
- Shikyū no kioku (子宮の記憶, Erinnerung der Gebärmutter), 2007
- Senryokugai tsūkoku (戦力外通告, Nicht mehr einsatzfähig), 2009

## Auszeichnungen
- 1995: Preis der Japanischen Vereinigung der Kriminalschriftsteller für Kōtetsu no kishi
- 1999: Shimase-Preis für Liebesgeschichten für Kyūai
- 2001: Naoki-Preis für Ai no ryōbun
- 2017: Yoshikawa-Eiji-Literaturpreis für Ōyuki monogatari

Quelle: World of Literary Prizes